# Verticilo

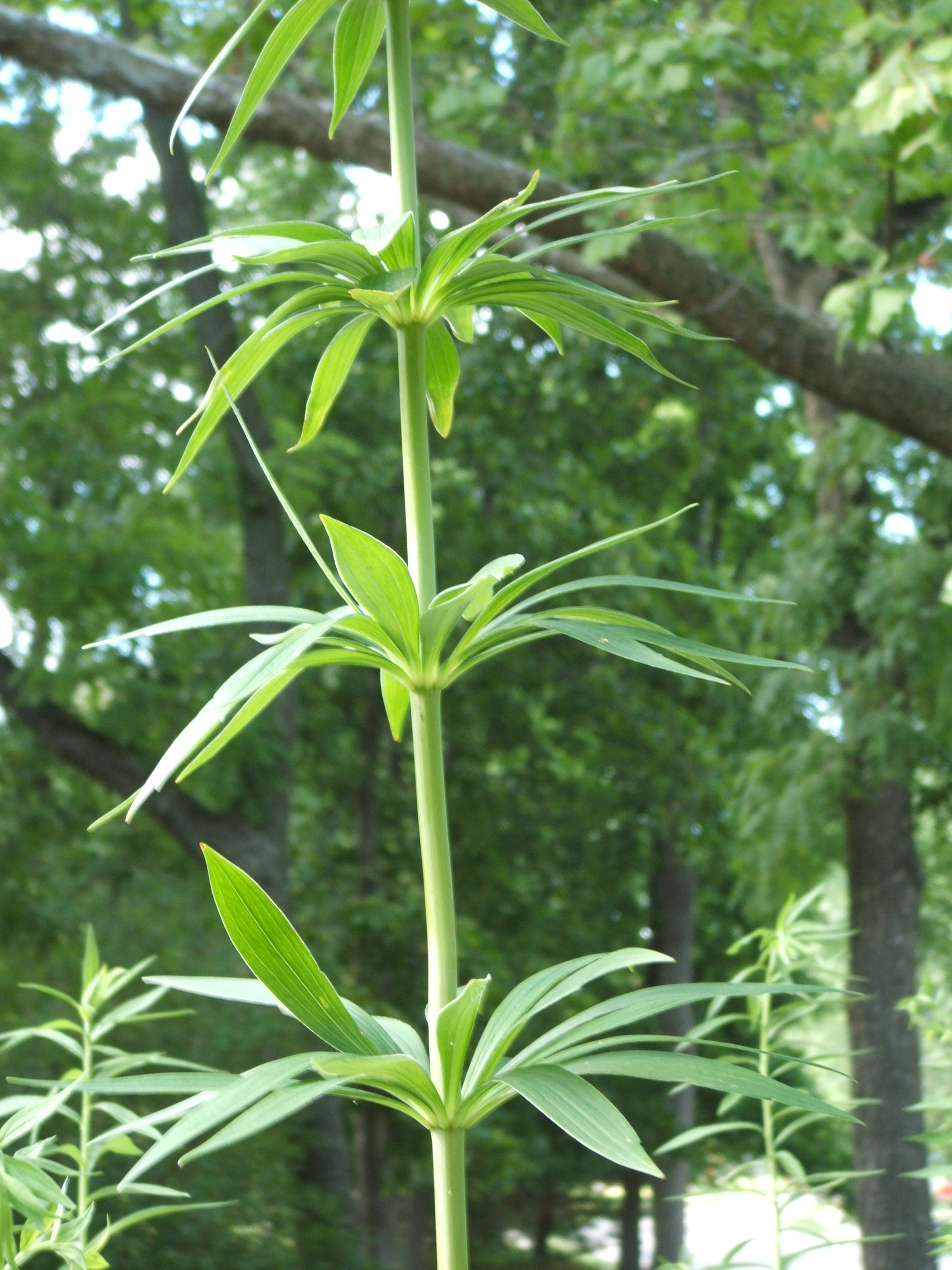
Espirais de folhas de uma planta herbácea (Lilium michiganense).

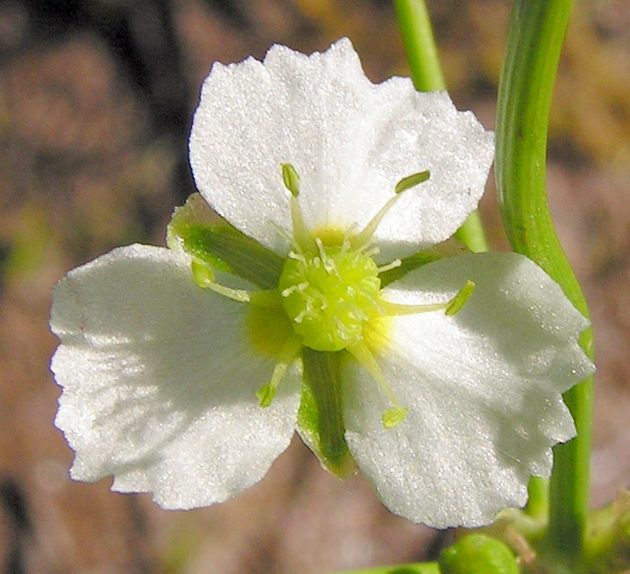
Flor de perianto verticilado (Alisma plantago-aquatica), 3 sépalas no primeiro verticilo, 3 pétalas no segundo verticilo (tetrâmera), peças de um e outro verticilo alternadas.

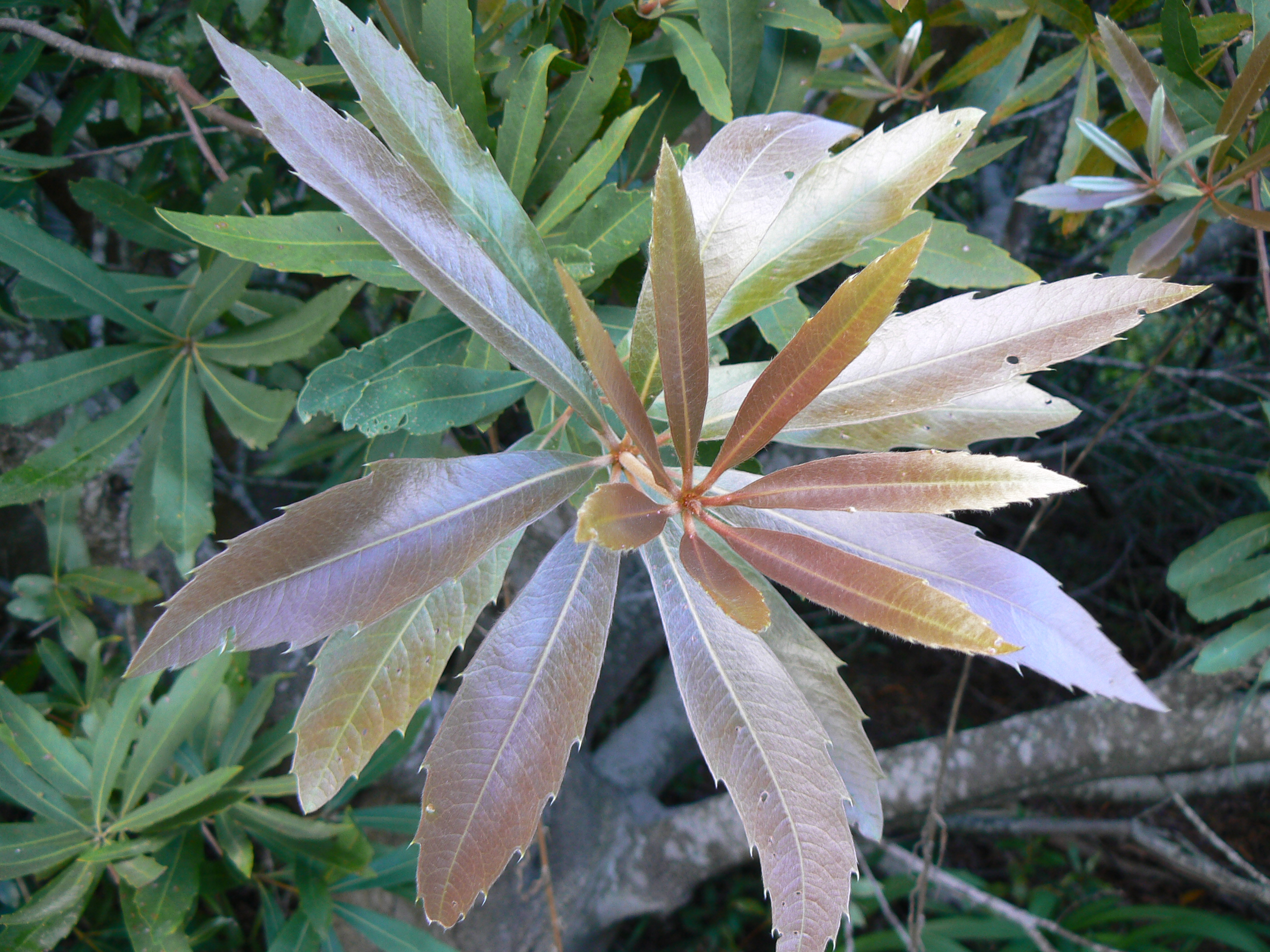
Espirais de folhas de uma planta lenhosa (Brabejum stellatifolium).

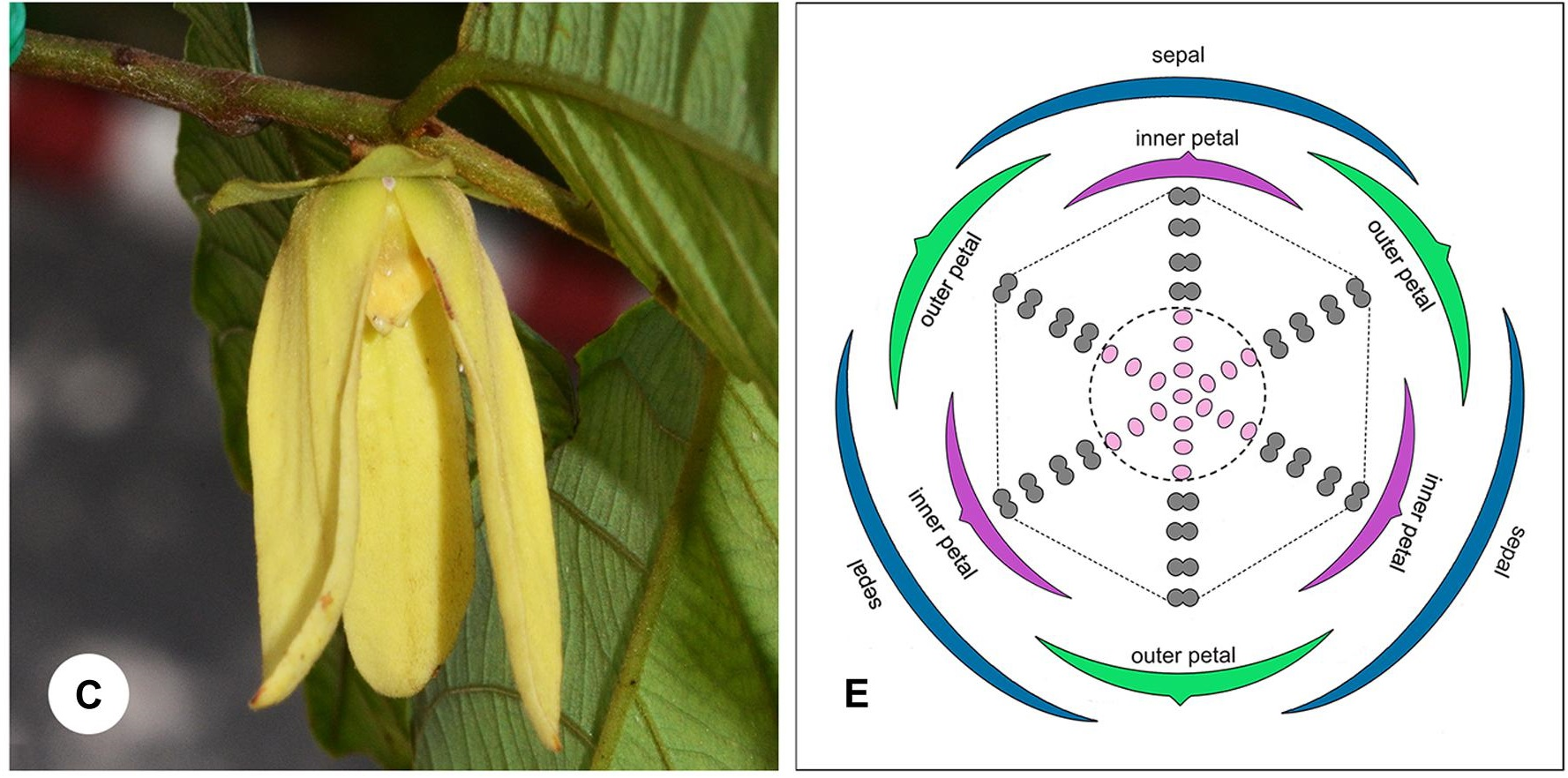
Fotografia e diagrama floral em plano axial da flor de Friesodielsia desmoides, mostrando o padrão verticilado de múltiplos objetos concêntricos.

Verticilo (do latim "verticillum", "torcida") designa a disposição de três ou mais órgãos de uma planta, tais como folhas, flores (pétalas, sépalas, estames ou carpelos), que brotam de um mesmo nó do caule. Em botânica o termo «verticilo» designa também qualquer ponto do caule, vulgarmente designado por nó, onde se insere um conjunto de peças foliáceas ou outros órgãos.

## Descrição
O termo «verticilo» é a designação dada em botânica à filotaxia, ou seja à disposição espacial, das partes da planta à volta do eixo caulinar ou, conforme o caso, do talo, pecíolo ou pedúnculo, quando esta disposição forme um arranjo espiralado de folhas, sépalas, pétalas, estames ou carpelos que, irradiando de um único plano perpendicular ao eixo caulinar ou eixo floral, o rodeiam ou envolvem.
Embora alguns autores considerem as folhas opostas como um caso particular de verticilo, um verticilo de folhas consiste em pelo menos três elementos, pelo que um par de folhas opostas não constitui um verticilo.

### Verticilo foliar
Um verticilo foliar é formado pelas folhas que brotam em número de três ou mais junto a um nó do caule, tomando a forma estrelada.
O crescimento das folhas em espirais é bastante raro, exceto em espécies de plantas com caule muito curto e em poucos outros géneros, como Galium, Nerium e Elodea, por exemplo. As espirais foliares ocorrem em algumas árvores como Brabejum stellatifolium e outras espécies da família Proteaceae (por exemplo, no género Banksia). Em plantas como estas, os entrenós cheios de folhas dentro das espirais foliares alternam com entrenós longos entre as espirais.
Se várias folhas ocorrem num nó, fala-se de espirais múltiplas (poliméricas) como, por exemplo, em Hippuris vulgaris. Normalmente, três ou mais folhas estão num nó, como em Lysimachia vulgaris. No caso de espirais bidentadas (diméricas), o termo folha oposta é geralmente preferido.
Duas regras de posição aplicam-se à disposição das folhas em verticilos:
1. Regra da equidistância: as folhas de um verticilo têm sempre a mesma distância lateral, ou seja, o mesmo ângulo;
2. Regra da alternância: As folhas de verticilos sucessivos são posicionadas de tal forma que as folhas do verticilo seguinte se encontram nos espaços das folhas do verticilo anterior.

As plantas com folhas verticiladas mantêm este arranjo durante toda a sua vida; elas ocorrem em espécies com entrenós curtos, como em Aloysia citriodora, Nerium oleander, Brabejum stellatifolium e o género Banksia' (ambos da família Proteaceae) e membros das Rubiaceae.

### Verticilo floral
Quando as flores apresentam círculos florais formados pelas peças que as constituem diz-se que formam verticilos florais. A morfologia da maioria das flores (chamadas flores cíclicas) baseia-se em quatro tipos de verticilos:
1. O cálice: zero ou mais espirais de sépalas na base;
2. A corola: zero ou mais espirais de pétalas acima do cálice;
3. O androceu: zero ou mais espirais de estames, cada um compreendendo um filamento e uma antera;
4. O gineceu: zero ou mais espirais de carpelos, cada um consistindo de um ovário, um estilete, e um estigma.

Filotaxia verticilada com 4 verticilos (flor cíclica).
Filotaxia espiralada (flor acíclica).

Na maior parte das espécies, as pétalas também estão dispostas em espirais, sendo então designadas por flores cíclicas. Por vezes também são designadas por círculos florais. As espirais são geralmente de 2, 3, 4 ou 5 membros. A maioria das flores hermafroditas é constituída por quatro (tetracíclicas, com dois verticilos de pétalas, um verticilo de estames e um verticilo de carpelos) ou cinco verticilos (pentacíclicas, com dois verticilos de pétalas, dois verticilos de estames e um verticilo de carpelos).
Os órgãos florais da maioria das angiospermass também são espiralados (também chamados cíclicos). Dependendo do número de espirais, as flores podem ser tetracíclicas (4) ou pentacíclicas (5); e dependendo do número de peças contidas em cada espiral, elas são chamadas de dímeras (2 peças), trímeras (3 peças), tetrâmeras (4 peças), pentâmeras (5 peças). Quando há apenas uma peça em cada nó, a flor é designada por flor "espiral" ou "acíclica".
Uma flor que não tenha nenhuma destas estruturas florais diz-se "incompleta" ou "imperfeita". Nem todas as flores consistem em verticilos, uma vez que as partes podem estar dispostas em espiral, como na família Magnoliaceae.